# 4364 Shkodrov
4364 Shkodrov è un asteroide della fascia principale. Scoperto nel 1978, presenta un'orbita caratterizzata da un semiasse maggiore pari a 2,3285167 UA e da un'eccentricità di 0,1376438, inclinata di 1,73730° rispetto all'eclittica.
L'asteroide è dedicato all'astronomo bulgaro Vladimir Georgiev Škodrov.